# جیمز باگشاو
جان جیمز باگشاو (به انگلیسی: John James Bagshaw) (زادهٔ ۲۵ دسامبر ۱۸۸۵ - درگذشته  ۲۵ اوت ۱۹۶۶) بازیکن فوتبال اهل انگلستان بود که سابقهٔ بازی در تیم ملی فوتبال انگلستان را در کارنامهٔ خود دارد. وی در تاریخ ۲۵ اکتبر ۱۹۱۹ تنها بازی ملی خود را در مقابل تیم ملی فوتبال ایرلند انجام داد.